# Varan, le monstre géant
Pour plus de détails, voir Fiche technique et Distribution.
Varan, le monstre géant est un film japonais réalisé par Ishirō Honda, sorti en 1958.

## Synopsis
Les militaires japonais et américains travaillent ensemble dans le Pacifique sur une île japonaise possédant un lac salé, et tentent une expérience pour désaliniser l'eau. La technique utilisée réveille un monstre préhistorique, Varan, du plus long sommeil jamais observé. Naturellement irrité, le monstre se met en route pour écraser Tōkyō en guise de revanche.

## Fiche technique
- Titre : Varan, le monstre géant
- Titre original : Daikaijū Baran
- Titre anglais : Varan the Unbelievable
- Réalisation : Ishirō Honda
- Scénario : Ken Kuronuma et Shin'ichi Sekizawa
- Production : Tomoyuki Tanaka
- Musique : Akira Ifukube
- Photographie : Hajime Koizumi
- Montage : Kazuji Taira
- Pays d'origine : Japon
- Format : Noir et blanc - 2,35:1 (Tohoscope) - Mono (Westrex Recording System) - 35 mm
- Genre : Monstres géants
- Durée : 87 minutes
- Date de sortie : 14 octobre 1958 (Japon)
- Monstres : Varan

## Distribution
- Kōzō Nomura : Kenji Uozaki
- Ayumi Sonoda : Yuriko Shinjou
- Fumito Matsuo : Fumihiko Horiguchi
- Nadao Kirino : Yutaka Kawada
- Hisaya Ito : Ichirou Shinjou
- Koreya Senda : Dr Sugimoto
- Akihiko Hirata : Dr Fujimura
- Fuyuki Murakami : Dr Umashima
- Minosuke Yamada : Secrétaire de la Défense
- Akio Kuama : Kusama
- Yoshio Tsuchiya : Katsumoto
- Yoshibumi Tajima : Capitaine
- Akira Sera : Admirateur
- Akira Yamada : Issaku
- Kichiichi Kawamata : Sankichi
- Toku Ihara : Un jeune homme dans le village
- Takashi Itô : Un enfant

## Autour du film
- Le film devait au départ être une coproduction entre ABC et la Toho, mais ABC s'est rétracté peu avant que la production ne débute.
- Les deux scènes d'avions (quand ils viennent et partent) sont des stock-shots du film Godzilla.